# التورا (كاستيلون)
بلدية التورا (بالإسبانية: Altura)‏، هي إحدى بلديات مقاطعة كاستيلون التي تقع في منطقة بلنسية، في شرق إسبانيا.
يبلغ عدد سكانها 3.470 نسمة وفقاً لإحصائية سنة (2006).